# Agrolotnictwo

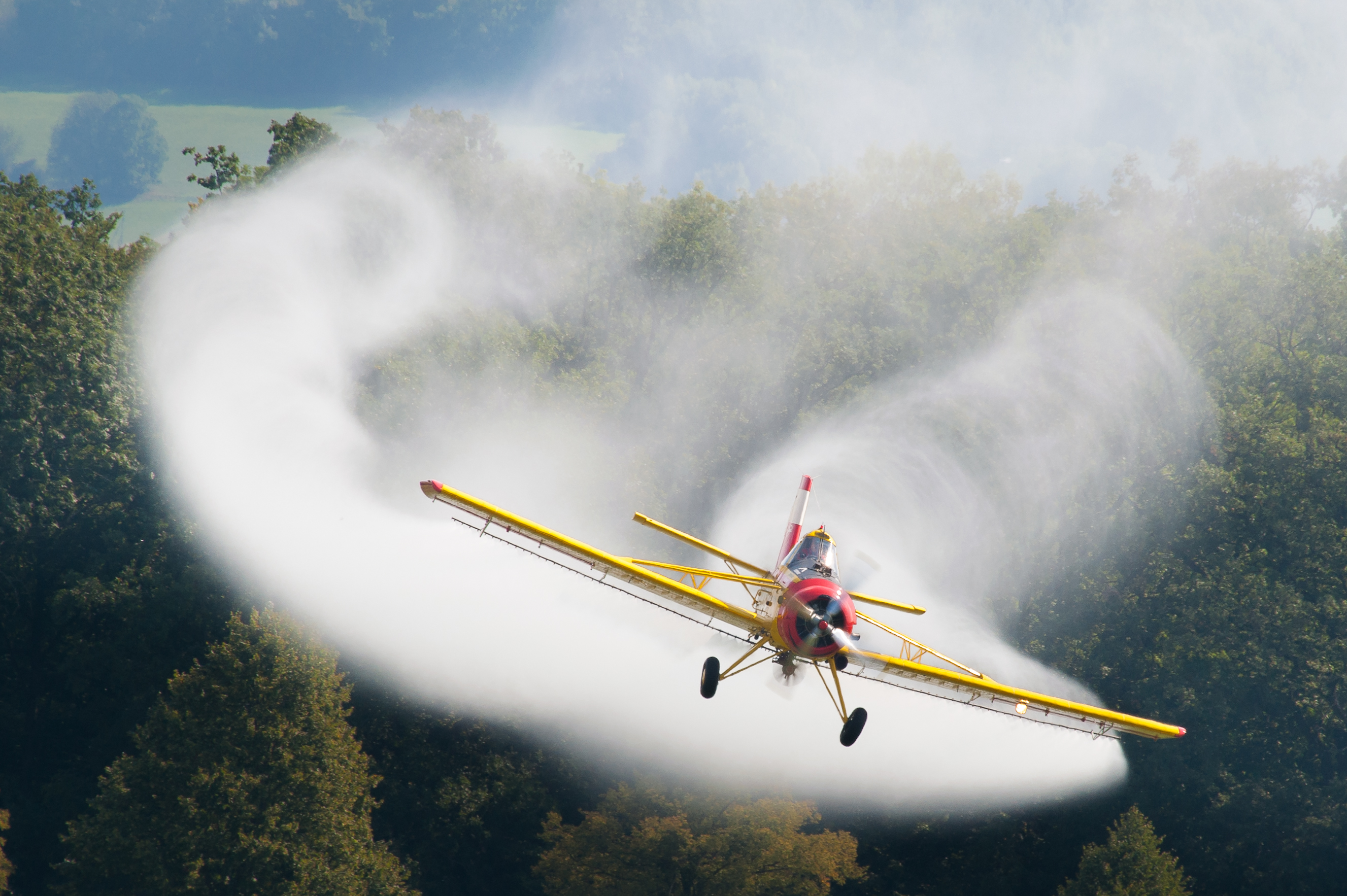
PZL-106 Kruk wykonujący zabieg agrolotniczy

Agrolotnictwo (lotnictwo rolnicze) – lotnictwo świadczące usługi w zakresie ochrony roślin (np. opryskiwanie, zamgławianie), agrotechniki (np. siew, nawożenie).
Do zabiegów aparaturą agrolotniczą nadają się plantacje o dużych powierzchniach (ponad 10 ha), pozbawione przeszkód terenowych (linie telefoniczne i energetyczne, wysokie drzewa na skraju plantacji) oraz położone z dala od osiedli ludzkich, ogrodów działkowych, pastwisk, ujęć wody pitnej itp. Zabiegi agrolotnicze należy wykonywać zachowując jak najmniejszą wysokość lotu nad plantacją, nie wyżej niż 5 m.